# Bouillancy
Bouillancy és un municipi francès, situat al departament de l'Oise i a la regió dels Alts de França. L'any 2007 tenia 387 habitants.

## Demografia

### Població
El 2007 la població de fet de Bouillancy era de 387 persones. Hi havia 140 famílies de les quals 24 eren unipersonals (4 homes vivint sols i 20 dones vivint soles), 40 parelles sense fills, 64 parelles amb fills i 12 famílies monoparentals amb fills.
La població ha evolucionat segons el següent gràfic:
Habitants censats

### Habitatges
El 2007 hi havia 154 habitatges, 141 eren l'habitatge principal de la família, 5 eren segones residències i 8 estaven desocupats. 144 eren cases i 8 eren apartaments. Dels 141 habitatges principals, 121 estaven ocupats pels seus propietaris i 20 estaven llogats i ocupats pels llogaters; 2 tenien dues cambres, 23 en tenien tres, 25 en tenien quatre i 91 en tenien cinc o més. 113 habitatges disposaven pel capbaix d'una plaça de pàrquing. A 44 habitatges hi havia un automòbil i a 87 n'hi havia dos o més.

### Piràmide de població
La piràmide de població per edats i sexe el 2009 era:
| Homes | Edats   | Dones |
| ----- | ------- | ----- |
| 0     | 95 o +  | 0     |
| 0     | 90 a 94 | 0     |
| 4     | 85 a 89 | 0     |
| 4     | 80 a 84 | 8     |
| 0     | 75 a 79 | 4     |
| 4     | 70 a 74 | 4     |
| 8     | 65 a 69 | 8     |
| 8     | 60 a 64 | 4     |
| 4     | 55 a 59 | 8     |
| 8     | 50 a 54 | 8     |
| 20    | 45 a 49 | 8     |
| 8     | 40 a 44 | 16    |
| 16    | 35 a 39 | 20    |
| 16    | 30 a 34 | 16    |
| 8     | 25 a 29 | 16    |
| 4     | 20 a 24 | 0     |
| 20    | 15 a 19 | 8     |
| 20    | 10 a 14 | 20    |
| 12    | 5 a 9   | 8     |
| 8     | 0 a 4   | 8     |

## Economia
El 2007 la població en edat de treballar era de 278 persones, 219 eren actives i 59 eren inactives. De les 219 persones actives 205 estaven ocupades (110 homes i 95 dones) i 14 estaven aturades (8 homes i 6 dones). De les 59 persones inactives 12 estaven jubilades, 27 estaven estudiant i 20 estaven classificades com a «altres inactius».

### Ingressos
El 2009 a Bouillancy hi havia 147 unitats fiscals que integraven 382 persones, la mediana anual d'ingressos fiscals per persona era de 22.756 €.

### Activitats econòmiques
Dels 9 establiments que hi havia el 2007, 1 era d'una empresa de fabricació d'altres productes industrials, 1 d'una empresa de construcció, 1 d'una empresa de comerç i reparació d'automòbils, 1 d'una empresa de transport, 1 d'una empresa d'informació i comunicació, 2 d'empreses immobiliàries, 1 d'una entitat de l'administració pública i 1 d'una empresa classificada com a «altres activitats de serveis».
L'únic servei als particulars que hi havia el 2009 era un guixaire pintor.
L'any 2000 a Bouillancy hi havia 5 explotacions agrícoles que ocupaven un total de 1.000 hectàrees.

## Equipaments sanitaris i escolars
El 2009 hi havia una escola elemental integrada dins d'un grup escolar amb les comunes properes formant una escola dispersa.

## Poblacions més properes
El següent diagrama mostra les poblacions més properes.